# Титкин, Александр Алексеевич
Александр Алексеевич Титкин (12 сентября 1948, Арсеньевский район, Тульская область — 12 сентября 1999, Москва) — российский государственный деятель, министр промышленности Российской Федерации (1991—1992).

## Биография
С 1966 по 1967 год — лаборант завода «Арсенал» в городе Тула.
Окончил Тульский политехнический институт в 1972 г., затем Академию народного хозяйства при Совете министров СССР, Международную школу бизнеса в Кёльне, Международную школу бизнеса в Женеве.
В 1972—1978 гг. — конструктор, секретарь комитета ВЛКСМ, начальник производства, главный инженер Новгородского ПО «Комплекс» в городе Новгород.
В 1978—1986 гг. — начальник цеха, директор производства Ростовского ПО «Атоммаш» в Волгодонске
В 1986—1991 гг. — директор Болоховского машиностроительного завода, затем генеральный директор Тульского ПО «Тяжпроммаш». В 1990 году преобразовал завод в акционерное предприятие АО «Гефес» и стал его Президентом. АО «Гефес» специализировалось на производстве оборудования для пищевой промышленности, решение возникло после того как к концу 1989 года были опробованы разные варианты хозрасчета и стала ясна их неэффективность.
В 1990 году избран народным депутат РСФСР по 710-му Киреевскому территориальному округу Тульской области.
С ноября 1991 по 1993 год — министр промышленности РСФСР в Правительстве Ельцина.
В апреле 1992 г. на VI съезде народных депутатов России как член Правительства РСФСР был лишён депутатского мандата. Когда на том же съезде правительство Гайдара демонстративно подало в отставку, этот демарш воспринимал серьёзно и к нему не был готов только Титкин. По словам А. Шохина Титкин прореагировал: «Ребят, нет, я в отставку не собираюсь».
С 1992 г. — член президиума Координационного совета Российского союза промышленников и предпринимателей; был президентом финансово-инвестиционной компании «Технологии и инвестиции России».
В 1993—1994 годах — президент финансово-инвестиционной компании «Тиросс».
12 декабря 1993 года избран депутатом Совета Федерации Федерального Собрания РФ первого созыва от Тульской области, Тульский избирательный округ № 71. Стал членом Комитета по бюджету и финансам, заместитель председателя Комиссии СФ по Регламенту и парламентским процедурам. Занимал эти посты до 1995 года.
В 1996—1998 гг. — начальник инспекции Счётной палаты при Государственной Думе Федерального Собрания РФ;
С 1998 г. — заместитель Губернатора Магаданской области.
Помощник Титкина в Магаданской области А. Водолажский вспоминал: «Первая операция у А. А. Титкина была сделана ещё в октябре 1997 года. <…> А через год в Москве Титкину поставили онкологический диагноз, и была сделана вторая операция. <…> В итоге мы его провожали 8 сентября <1999> в тяжелом состоянии. В самолет он уже самостоятельно подняться не мог. А 12 сентября в день своего 51-летия он скончался в Москве».